# Dietersheim
Dietersheim er en kommune i den mittelfrankiske Landkreis Neustadt an der Aisch-Bad Windsheim i den tyske delstat Bayern.

## Geografi
Nabokommuner er (med uret, fra nord): Neustadt an der Aisch, Markt Erlbach og Ipsheim.

### Inddeling
I kommunen er der otte landsbyer og bebyggelser:
| - Altheim - Beerbach - Dietersheim - Dottenheim | - Hausenhof - Oberroßbach - Unterroßbach - Walddachsbach |

## Historie
Kommunen Dietersheim blev dannet i 1972 ved sammenlægning af de tidligere kommuner Dietersheim og Beerbach.
- I landsbyen Hausenhof er der en Camphill-landsby.